# Pazderka (usedlost)
Pazderka je usedlost v Praze 7 Troji v ulici K Bohnicím. Je chráněna jako kulturní památka České republiky.

## Historie
Roku 1751 prodali podle trhové smlouvy čeští stavové hraběnce Terezii z Pöttingu několik chalup a domků v Zadním Ovenci (Troji) i s jejich obyvateli takzvanými "pazderáky" - lidmi, kteří zpracovávají len. Len se zpracovával na usedlosti, která stála na samotě na vršku nad Trojou, na hranici s Bohnicemi.

### Popis
Usedlost tvoří několik budov postavených postupně od konce 18. století do 1. poloviny 19. století. K patrové obytné budově jsou přistavěna hospodářská přízemní křídla na půdorysu písmene U. Budovy jsou zděné z opuky a kryty sedlovými střechami. Obytná část má v patře malou pavlač přístupnou venkovním schodištěm.